# Shadow of the Tomb Raider
Shadow of the Tomb Raider (укр. «Тінь розкрадачки гробниць») — третя відеогра перезапущенної франшизи Tomb Raider про шукачку пригод Лару Крофт, яка вийшла 14 вересня 2018 року на платформах Microsoft Windows, Xbox One, PlayStation 4. Версії macOS, Linux, та Stadia вийшли у листопаді 2019. Гру було анонсовано 15 березня 2018 року. Відеогра була розроблена канадською студією Eidos Montreal й видана японською компанією Square Enix.

## Сюжет
«Shadow of the Tomb Raider» є прямим продовженням Rise of the Tomb Raider. Події гри розгортаються у Південній Америці.